# Período Yamato

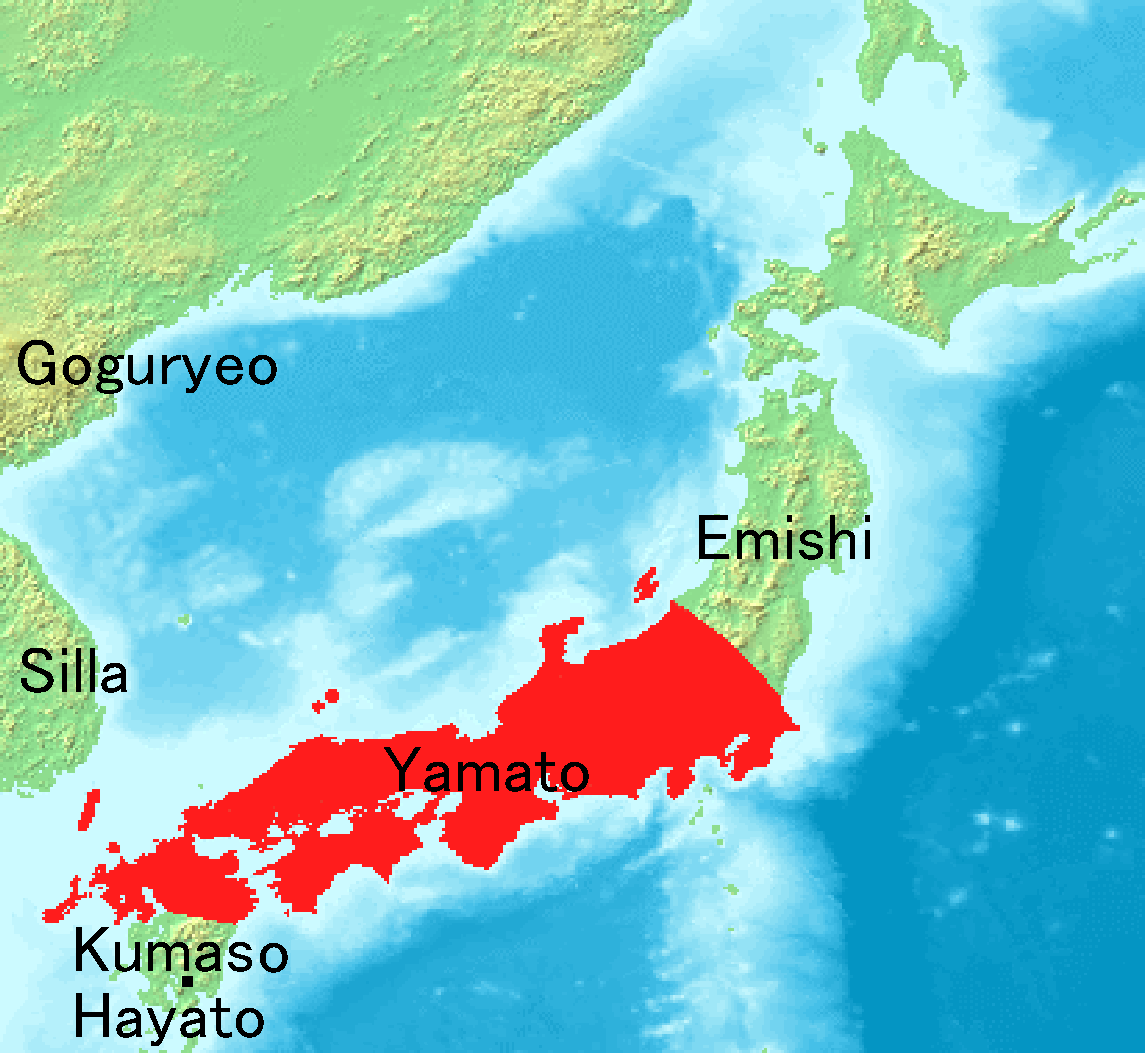
Yamato, en el siglo VII d. C.

El periodo Yamato (大和時代 , yamato-jidai?) pertenece a la historia del Japón antiguo, donde la corte imperial residía en la actual prefectura de Nara, entonces conocida como provincia de Yamato.
Tradicionalmente se estipuló que su cronología se situaba entre el 250 y el 710 d. C. de donde se dividen dos periodos (250-538 período Kofun; 538-710 período Asuka). Actualmente hay más controversia sobre el inicio de la supremacía Yamato. Actualmente esta teoría sobre la división del periodo yamato, ha perdido fuerza en Japón por hipótesis con mayor diversificación de territorios.
En el reinado del príncipe Shōtoku (principios del siglo VII) se realizó una nueva constitución para Japón basada en el modelo de China. Después de la caída del Reino de Baekje (año 660), en la actual Corea), el gobierno Yamato envió representantes a la corte china, de forma que obtuvieron experiencia en filosofía y estructura social. Fue también en este periodo cuando se introdujo el calendario chino y distintas prácticas religiosas, incluyendo el budismo, el confucianismo y el taoísmo.

## Sociedad y cultura
Un milenio antes los jōmon habían habitado el archipiélago de Japón. En los siglos inmediatamente anteriores al período Yamato se había intensificado la introducción en las islas elementos, costumbres y tecnologías del norte de Asia, China y Corea, a través de las oleadas de migraciones que tuvieron lugar en aquella época. Las evidencias arqueológicas indican que estos contactos ya existían desde el Neolítico, siendo continuos al menos hasta el período Kofun.
La población creció con más rapidez, y la política descentralizada de la cultura Yayoi se cambió por una más centralizada, patriarcal y militar durante el período Kofun, quedando los yayoi dominados y a veces sometidos por la sociedad yamato.
En el período Yamato, que se subdivide a su vez en los períodos Kofun y Asuka, el emperador gobierna desde la ciudad de Nara, entonces conocida como Provincia Yamato. Convencionalmente se asignaba hasta este período las fechas de 250-710, pero actualmente está discutido.
Por este tiempo los lenguajes proto-japoneses se habían extendido en las islas Ryukyu (lenguas ryukyuenses), como por ejemplo el idioma okinawense.

## Divisiones

### Período Kofun
El período Kofun (古墳時代 Kofun-jidai?) es una era en la historia de Japón que se extiende desde alrededor del año 250 al 538. El término japonés kofun se refiere a los túmulos funerarios que se datan a partir de esta era. El período Kofun sigue al período Yayoi. La era Kofun y la era Asuka son llamados colectivamente como el período Yamato. 

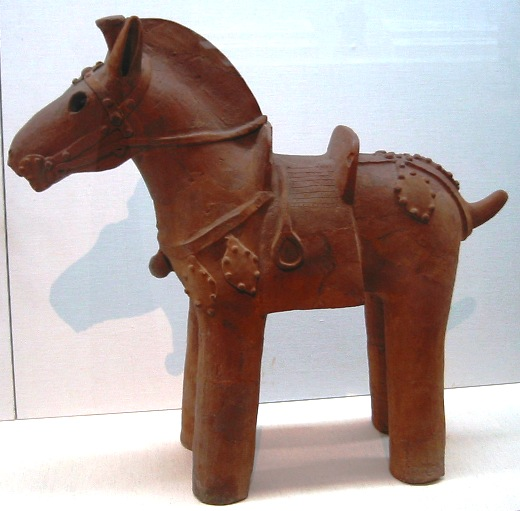
Estatua del de Haniwa, que incluye los estribos y otros aparejos de hípica.

Generalmente, el período Kofun se divide a partir del período de Asuka para sus diferencias culturales. El período Kofun es ilustrado como una cultura que existió antes de la introducción del budismo. Políticamente, el establecimiento de la corte de Yamato, y su extensión como estados aliados desde Kyūshū hasta Kantō son factores claves en la definición del período.

### Período Asuka
El período Asuka (飛鳥時代 Asuka-jidai?) es el período de la historia japonesa que transcurre entre los años 538 a 710. La llegada del budismo marcó un cambio en la sociedad japonesa y también afectó al gobierno de Yamato.
El estado de Yamato evolucionó mucho durante este período, el cual es llamado así por la región de Asuka, al sur de la actual ciudad de Nara, sitio de numerosas capitales temporales establecidas durante este período. El período Asuka es conocido por sus significativas transformaciones artísticas, sociales y políticas, las cuales tenían sus orígenes en el último período Kofun.
Artísticamente, el término estilo Tori es usado a menudo para el período Asuka. Esto se debe al escultor Kuratsukuri Tori, nieto del inmigrante chino Shiba Tatto. El estilo Tori hereda el estilo Wei del norte de China.

## Relación de hechos
Año 538: El Reino de Baekje, en la actual Corea, envía una delegación para convertir al budismo al emperador japonés.
Año 593: El príncipe Shōtoku del clan Soga gobierna Japón y promueve el budismo.
Año 600: El príncipe Shōtoku envía la primera misión japonesa oficial a China.
Año 604: Bajo el mandato del príncipe Shōtoku, Japón obtiene una constitución al estilo chino (Kenpo Jushichijo), basada en los principios de Confucio. Esto inaugura de facto el Imperio japonés.
Año 605: El príncipe Shōtoku declara el budismo y confucianismo como religiones oficiales del país.
Año 607: Se construye el templo budista de Horyuji en el Valle de Asuka.
Año 645: Kotoku Tenno sucede al príncipe Shōtoku en el trono, que refuerza el poder imperial sobre los aristócratas, unidos en clanes familiares, en la Reforma de Taika, convirtiendo sus Estados en provincias.